# Shaquille O'Neal
Shaquille Rashaun O'Neal, född 6 mars 1972 i Newark, New Jersey, även känd under smeknamnen "Shaq", "The Diesel" och "The Shaqtus" är en amerikansk före detta basketspelare och före detta rappare. Han spelade på positionen som center och är, med sina 2,16 m och 147 kg en av NBA:s tyngsta spelare någonsin.

## Basketkarriär

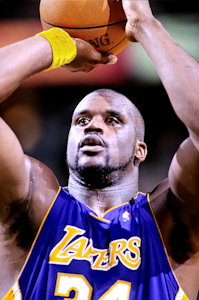
Shaquille O'Neal under en match för Los Angeles Lakers 1999.

Shaquille O'Neal draftades 1992 som nr 1 av Orlando Magic. Han gjorde omedelbart succé i Orlando och lämnade laget för Los Angeles Lakers efter finalen 1995, då Orlando blev slagna av Houston Rockets med 4-0 i matcher.
År 1996 blev han utnämnd till en av de 50 bästa basketspelarna genom tiderna, trots att han då bara hade spelat fyra år i NBA.
Under början av 2000-talet ledde han sin klubb Los Angeles Lakers till tre raka NBA-mästerskap (2000, 2001 och 2002. Han blev dessutom utnämnd till finalens mest värdefulla spelare vid alla de tre vinsterna.
År 2006 vann Shaquille O'Neal ett nytt mästerskap med sitt Miami Heat. Han var otroligt värdefull för sitt lag när de nådde ända fram, dock var han inte stjärnan i Miami Heat utan spelade en hjälpande roll till Dwyane Wade.
Från 2010 fram till slutet av sin basketkarriär spelade Shaquille i Boston Celtics. Den 1 juni 2011 avslutade O'Neal sin karriär som basketspelare. 

### Internationellt
1994 ingick han i USA:s Dream Team II när de vann guld vid världsmästerskapet, som spelades i Hamilton och Toronto i Ontario i Kanada.

## Vid sidan av basketen
O'Neal har även medverkat i och producerat några kända filmer. Bland annat medverkar han i Scary Movie 4 (2006) och Grown Ups 2 (2013).
Han har även släppt fyra rapalbum.

## Privatliv
Shaquille O'Neal var gift med Shaunie Nelson mellan 2002 och 2009 och de fick fyra barn. Shaquille hade sedan tidigare ett barn tillsammans med sin exflickvän Arnetta Yardbourgh.

## Lag
- Orlando Magic (1992–1996)
- Los Angeles Lakers (1996–2004)
- Miami Heat (2004–2008)
- Phoenix Suns (2008–2009)
- Cleveland Cavaliers (2009–2010)
- Boston Celtics (2010–2011)

## Meriter
- VM-guld 1994
- OS-guld 1996
- Årets nykomling i NBA 1993
- MVP i grundserien 1999-2000 (en röst ifrån att vara den första helt eniga MVP:n)
- NBA-mästare 2000, 2001, 2002, 2006
- Mest värdefulle spelare spelare i NBA finalen 2000, 2001 och 2002

## Diskografi
- 1993 – Shaq Diesel
- 1994 – Shaq Fu: Da Return
- 1996 – You Can't Stop the Reign
- 1998 – Respect